# 阿里斯顿
阿里斯顿（希臘語：Ἀρίστων ὁ Χῖος，羅馬化：Ariston ho Chios，约前260年—？），古希腊哲学家。曾师从斯多噶哲学学派始祖芝诺。他认为哲学中唯一具有真正价值的科目是伦理学研究。进而认为伦理学中只有普遍性和理论性问题值得讨论，同时他还倡导生活中唯一真正德行是智力发展而且保持旺盛的一种精神状态。

## 延伸阅读
- 本条目包含来自公有领域出版物的文本: Chisholm, Hugh (编).  (第11版). London: Cambridge University Press. 1911.
- 伍德，《斯多噶学派指南》，剑桥大学出版社，（2003年）。
- 塞特利，《希腊哲学家》第一卷，剑桥大学出版社，（1987年）。
- 摩根·尼克尔森，《历史与批评：最杰出的人》，（1799年）。
- 波特，《贵族哲学：犬儒主义者与运动》，加利福利亚大学出版社，（1996年）。
- 史密斯，《希腊和罗马神话词典》，（1870年）。